# Theodor Creifelds
Theodor Johann Hubert Creifelds (* 9. September 1839 in Koblenz; † 21. Mai 1902 in Unkel) war ein deutscher Fotograf.

## Leben

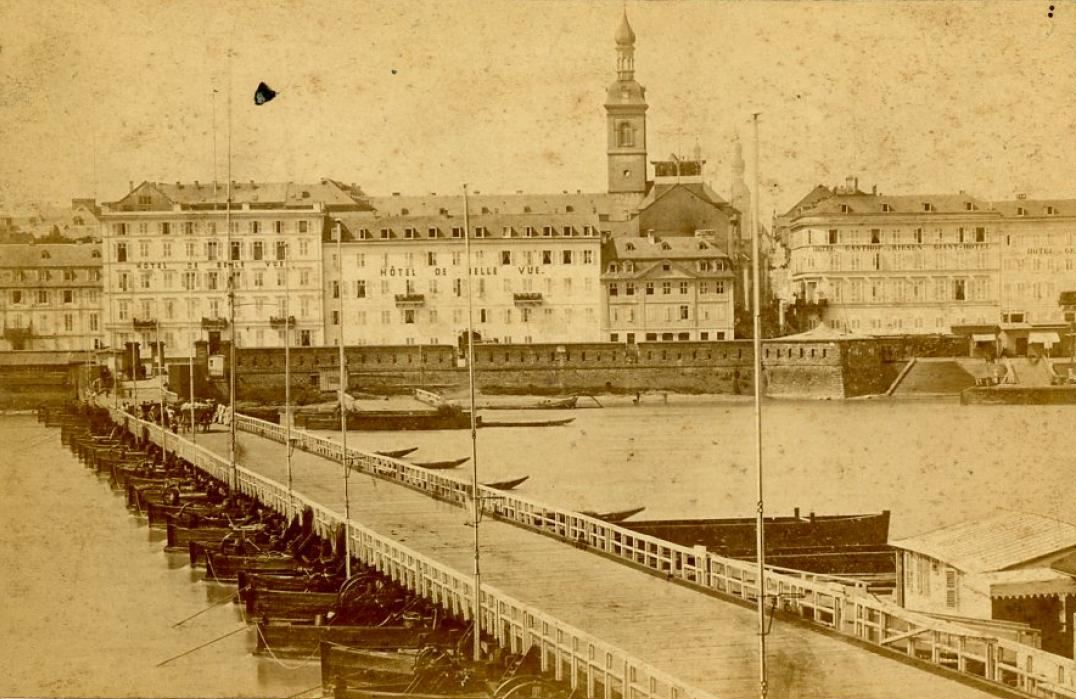
Schiffbrücke mit Ansicht von Koblenz, um 1880

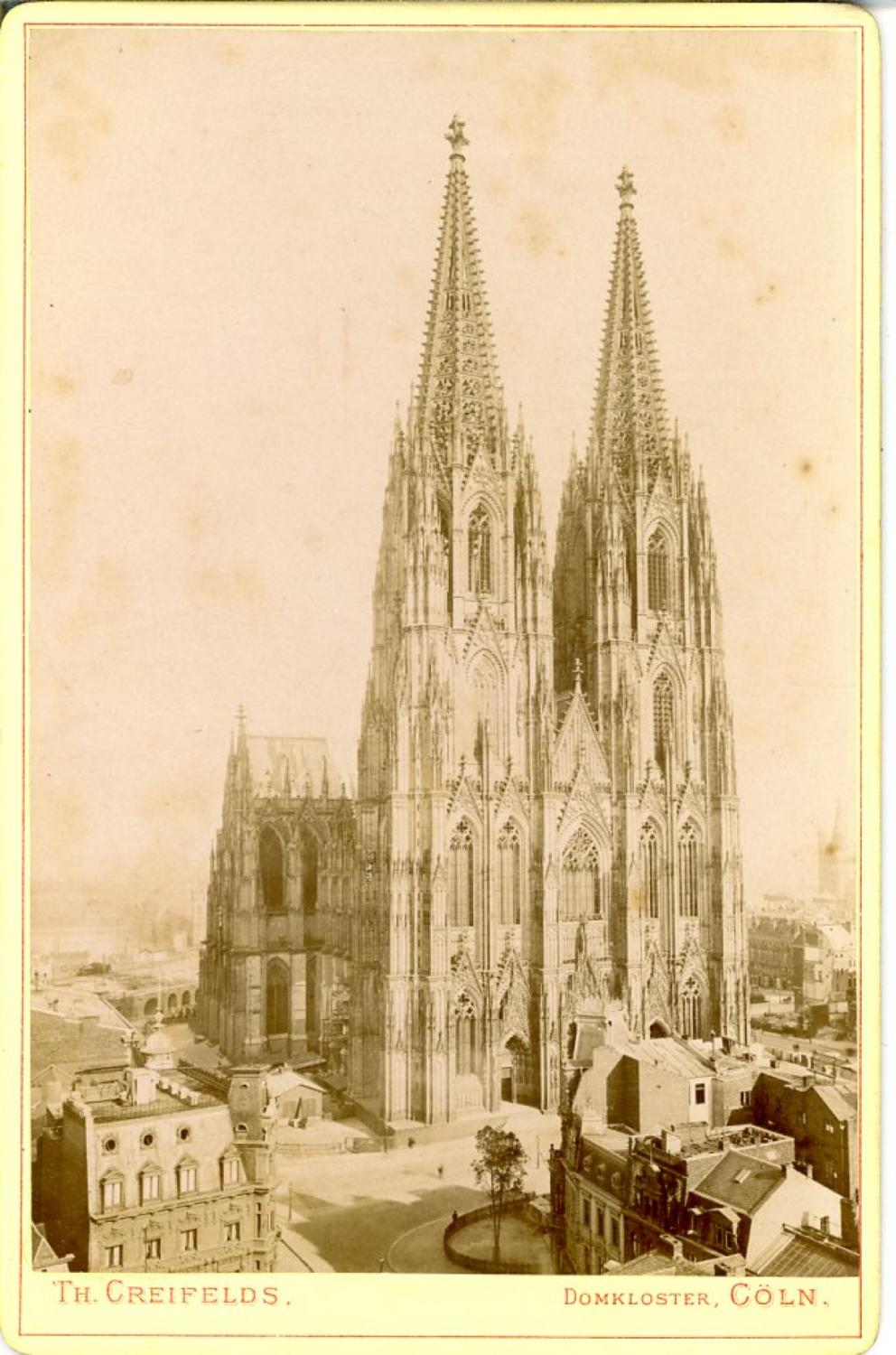
Kölner Dom von Nordwesten, um 1881

Als Sohn eines Dekorationsmalers und dessen Ehefrau Henriette von Werden in Koblenz geboren, kam er 1849 nach Köln, wo sich sein gleichnamiger Vater (1813–1875) als Maler und Fotograf etablierte. 1855 eröffnete dieser am Domkloster eine „Photographische Anstalt“ und 1859 eine Werkstatt in der Hohe Straße 19, in denen er seine Ausbildung erhielt. Neben billigen „Transparent-Portraits“ (mit Hilfe von Glasnegativen) und Kunstreproduktionen befassten sie sich vor allem mit Architektur- und Landschaftsfotografie, wobei Köln, insbesondere der Dom, Koblenz, das Siebengebirge, der Moselraum und das Rheintal bis hinauf nach Wiesbaden und Mainz sowie Frankfurt bevorzugte Motive bildeten. Der Absatz von Fotos als Souvenirs an Touristen war eine wesentliche Grundlage ihres Geschäfts. Mit besonderer Leidenschaft dokumentierten sie Brückenbauten am Rhein.
Er bzw. sein Vater erhielt am 21. Mai 1865 auf der Allgemeinen Photographischen Ausstellung Berlin eine Medaille für Landschaftsfotografie. Am 6. Oktober 1865 wurde er Mitglied des Photographischen Vereins zu Berlin. 1866 beschäftigte er in zwei Ateliers sechs Gehilfen. 1867 zeigten sie ein Album mit Rheinansichten auf der Weltausstellung Paris. Ab 1870 spezialisierte er sich auf Licht- und Kohledrucke, die mitunter irrtümlicherweise als Silberdrucke angesehen wurden. 1871 richtete er Kölns erste Lichtdruck-Anstalt ein. 1873 lieferte er 4000 Gedenkblättern des Kölner Dombau-Vereins im Lichtdruck-Verfahren.
Creifelds war Leiter des 1876 gegründeten „Rheinisch-Westfälischen Vereins zur Pflege der Photographie und verwandter Künste in Cöln a. Rh.“
Er starb 1902 im Alter von 62 Jahren und wurde auf dem Kölner Melaten-Friedhof beigesetzt.